# 메리 에인스워스
메리 에인스워스(Mary Dinsmore Ainsworth[eɪnswɜːrθ], 결혼전 성 Salter / 1913년 12월 1일 – 1999년 3월 21일)는 애착 이론(attachment theory)의 발전에 대한 연구로 유명한 미국-캐나다 발달 심리학자였다. 그녀는 아이와 일차 보호자 사이의 초기 감정적 애착을 관찰하기 위해 낯선 상황 절차(Strange Situation Procedure)를 설계했다.
2002년 Review of General Psychology 조사에서 에인스워스는 인용 지수가 높은 20세기 심리학자 중 97위에 올랐다. 에인스워스의 연구 대부분은 오늘날 애착 이론의 주춧돌이다.

## 생애
메리 딘스모어 살터(Mary Dinsmore Salter)는 1913년 12월 1일 미국 오하이오(Ohio) 주(州) 글렌데일(Glendale)에서 찰스 살터(Charles Salter)와 메리 살터(Mary Salter)의 3녀 중 장녀로 태어났다. 찰스 살터는 역사학 석사학위를 소유하고 있었고, 신시내티(Cincinnati) 주(州) 한 제조업 회사에서 일하였으며, 어머니는 간호사였다. 부모 모두 디킨슨 컬리지(Dickinson College) 학부 졸업생이었고, 좋은 교양 교육에 높은 가치를 두고 아이들에게 뛰어난 학업 성취를 기대했다. 1918년, 아버지의 회사 일로 인해 가족은 캐나다 토론토(Toronto)로 이주했다. 여기서 그녀는 남은 유년기를 보냈다.
그녀는 지식에 목마른 조숙한 아이였고, 3세에 읽기를 시작했다. 가족은 1주일에 한 번 지역 도서관을 방문했고 모친은 그녀 수준에 맞는 책을 골라줬다. 그녀는 아버지와 친하였고, 아버지는 밤에 그녀의 이불을 덮어주면서 노래를 불러줬다. 그러나 아버지 찰스는 어머니 메리와는 따뜻한 관계를 갖지 못하였다. 나중에 그녀는 자신과 아버지와의 관계가 어머니의 질투와 아버지와의 유대에 대한 훼방으로 점철되었다고 진술하였다. 그녀는 학업 성적이 뛰어났으며, 15세에 심리학자 윌리엄 맥두걸(William McDougall)의 책 Character and the Conduct of Life (1926)을 읽은 후에는 심리학자가 되기로 결심했다.
16세에 그녀는 토론토대학교(University of Toronto)에서 수업을 듣기 시작했다. 이곳에서 그녀는 심리학 우등과정(honors course)에 입학한 학생 5명 중 1명이었다. 1935년 그녀는 학사학위 코스워크를 끝냈고, 심리학 박사 학위 취득을 위하여 토론토대학교에서 계속 공부하기로 결심했다. 1936년 석사학위를 취득했고 1939년 박사학위를 취득했다. 그녀의 학위논문 제목은 "An Evaluation of Adjustment Based on the Concept of Security"이었다. 학위논문에서 그녀는 "가족의 안전이 없는 곳에서, 개인은 일을 하는 계기가 되는 안정된 기반이 없다는 단점이 있다(where family security is lacking, the individual is handicapped by the lack of a secure base from which to work.)"라고 언급하였다.
졸업 후, 1942년 캐나다 여성 육군 부대(Canadian Women's Army Corps)에 들어가기 전까지 그녀는 토론토대학교에 강사로서 계속 머물렀다. 육군에 있는 동안 그녀는 온타리오 키체너(Kitchener)에서 신병검사관(Army Examiner)으로 근무하면서 대원들을 상담하고 선발했다. 복무로 임상 평가와 대원 평가 시험을 집행했다. 이어 그녀는 캐나다 여성 육군 부대의 인재 선발 감독 고문관(Advisor to the Director of Personnel Selection of the Canadian Women's Army Corps)으로 진급했다. 1945년에는 소령으로 진급했다.
2차 대전 승전 후, 그녀는 토론토에 돌아와 성격심리학(personality psychology)을 가르쳤고 연구를 수행했으며 클롭퍼(Klopfer)와 함께 로르샤흐 검사(the Rorschach) 개정판을 내었다. 1950년 그녀는 토론토대학교 심리학과 학부졸업생 레오나드 에인스워스(Leonard Ainsworth)와 결혼했다. 그리고 런던으로 이주하여 유니버시티 칼리지 런던(University College London)에서 박사학위를 마쳤다. 1960년 이들은 이혼했지만, 남편을 따라 타지에서 10년 동안 다닌 것으로 인해 그녀는 존 보울비(John Bowlby)와 같은 영향력 있는 많은 심리학자들과 일할 수 있었고, 또한 아프리카 우간다 캄팔라(Kampala)로 이주하였을 때에는 그녀 인생 처음으로 '엄마-아기 관찰(mother-infant observation)'이 처음으로 이뤄졌다.
존스홉킨스대학교(Johns Hopkins University) 장기 재직을 포함한 여러 직책을 거쳐, 1975년 그녀는 버지니아대학교(University of Virginia)에 정착하였다. 이곳에서 그녀는 1984년까지 학술 경력을 위해 남았다. 이후 1992년까지 그녀는 명예교수(professor emeritus)로 남아 활동하였다. 존스홉킨스대학교에서 일하는 동안, 에인스워스는 자신의 연령, 경험, 기여도에 맞는 적절한 수입을 받지 못하는 등, 스킬과 전문성에 관한 적절한 대우를 받지 못하였다. 심지어 지원자격이 직무해설서(job description)를 뛰어넘었음에도 부교수 자리로 가는데 2년을 기다려야 했다. 당시 여성들은 남성과는 격리된 식당에서 밥을 먹어야 했으며, 이는 여성은 "정상적인 방식"으로 남성 학과 간부를 만날 수 없었던 것이다.
에인스워스는 많은 상을 받았다. 1984년 미국심리학회(American Psychological Association, APA)에서 주는 스탠리홀상(the G. Stanley Hall Award)에서 발달심리학(developmental psychology) 분야에서 상을 받았다. 같은 협회에서 1985년 아동 발달 특별기여상(the Award for Distinguished Contributions to Child Development), 1989년 특별과학기여상(the Distinguished Scientific Contribution Award)을 받았다. 1992년, 미국 예술 과학 아카데미(American Academy of Arts and Sciences) 펠로우(fellow)에 선발되었다. 1999년 3월 21일, 뇌졸중으로 인해 그녀는 85세의 나이로 사망하였다.

## 초기 저서
대학원 시절, 메리는 윌리엄 블라츠(William E. Blatz)의 조언 하에 공부하였다. 블라츠는 '안정 이론(security theory)'이라는 것에 공부하는 것에 주목하였다. 안전 이론은 블라츠의 구상으로, 부모 의존도에 따라 부모와의 관계의 질이 다르며, 또한 미래 반려자와의 관계의 질에도 영향을 준다는 것이다. 그의 의존 단계는 안정적인 의존(secure dependence), 독립적 안정(independent security), 미성숙한 의존적 안정(immature dependent security), 성숙한 안정적 의존(mature secure dependence)이라고 명명되었다. 블라츠는 사람 간의 상호작용이 안정되고 성숙할 수록 관계는 더욱 건강하고 불안정성이 없다고 주장하였다.
제대 후, 그녀는 토론토로 돌아가 성격심리학을 가르쳤고 연구를 수행하였다. 1950년 레오나드 에인스워스와 결혼하고 런던으로 이사하여 유니버시티 칼리지에서 석사학위를 취득했다. 잉글랜드에서 에인스워스는 타비스톡 클리닉(Tavistock Clinic)에서 존 보울비의 연구팀에 합류하여 아동 발달에 있어 모성 분리(maternal separation) 효과를 연구하였다. 왜곡된 엄마-아이 유대와 정상적인 엄마-아이 관계의 비교를 통해, 아이에게 어머니 같은 존재(mother figure)의 부재는 부정적인 발달 효과(adverse development effect)를 야기한다는 것을 보였다.
1954년, 그녀는 타비스톡 클리닉을 떠나 아프리카에서 일했다. 그곳에서 그녀는 엄마-아이 상호작용 경도 분야 연구(longitudinal field study)를 수행했다. 그녀는 그 분야에서 일반적인 이유 관습(weaning practice)을 조사하기로 결정했다. 여기에서 아이는 며칠동안 친척과 살고 '가슴을 잊고자(forget the breast)' 보내어졌다. 그녀는 우간다 캄팔라 주변 6가지 마을 출신 가족들에게 상세한 면담을 수행했다. 그러나 근본적으로 언어장벽에 부딪쳤다. 이를 극복하고자 그녀는 간단한 대화를 할 정도로 언어를 배우는데 공을 들였다. 언어를 배움으로써 그녀는 문화에 대하여 잘 알았고, 후에 "아동발달에 대한 열의를 가진 모든 조사자의 다른 사회에서 필드워크를 필요로 할 수 없다는 것은 슬프다"고 했다. 『우간다의 유아기(Infancy in Uganda)』라는 현지연구에 대한 책에서 애착(attachment) 발달에 관한 독특하고 고전적인 비교행동학적 연구를 남겼다. 그리고 과정이 언어적 문화적 지리학적 라인을 건너는 특정 보편적 성격을 반영한다는 것을 보여준다.
남편이 법정심리학자(forensic psychologist)가 되어 볼티모어(Baltimore)로 가게 되자 그녀는 남편을 따라 갔다. 그녀는 존스홉킨스대학교에서 임상심리학(clinical psychology)을 가르쳤다. 1958년 그녀는 발달심리학 부교수로서 영구 직책을 받았다. 이때 그녀는 존 보울비와의 직업적 관계를 발전시켰다. 보울비가 이전에 지도교수였지만 동등한 파트너로 함께 일하면서, 페이퍼 초안을 비평문으로 바꾸고, 보울비가 원래 런던에 있었기에 드물게는 만날 시간을 찾기도 했다. 보울비는 그녀에게 그녀의 비평으로 새로운 글 "The Nature of the Child’s Tie to His Mother"의 사본을 주었고 그녀는 보울비에게 우간다에서의 아이-엄마 애착 연구에 대한 정보를 줄 수 있었다.
1960년 그녀는 힘든 이혼 과정을 밟고 있었지만 연구는 계속했다. 그녀는 우간다 연구에서 발견한 것들을 런던 타비스톡 엄마-아이 상호작용 연구 그룹(Tavistock Mother-Infant Interaction Study Group in London)에서 발표할 기회가 있었다. 공식적으로 결과물을 발표하는 것은 첫번째였고 반응은 열정적이지 않았다. 발달심리학이 가져온 첫 질문은 애착에 대한 그녀의 정의였다. 이 질문과 함께 '엄마가 방을 나갈 때 울고, 엄마를 따라가면서, 엄마가 돌아왔을 때 미소 짓거나 발성, 깡충깡충 뛰거나, 다가가거나 접근 행동(approach behavior)으로 맞이하는 것'과 같이 그녀가 애착을 규정지을 수 있었던 행동들을 목록으로 만드는 것에 대한 질문을 통해, 그녀는 새로운 영감을 얻었다.

## 낯선 상황
1965년, 그녀는 낯선상황절차(Strange Situation Procedure)를 고안했다. 이를 통해 사람이 스트레스를 받을 때 반응을 불러일으킴으로써 애착 행동(attachment behavior)의 개인차를 평가하고나 하였아. 낯선상황절차는 8가지 삽화(episode)로 나뉘며 각 삽화당 3분 소요된다. 첫 십화에서 유아와 그 양육자(caregiver)는 장난감이 많이 있는 기분을 유쾌하게 만드는 실험실 환경(laboratory setting)에 참여한다. 1분 후 아이가 모르는 한 사람이 방에 들어오고 서서히 아이와 알게 된다. 양육자는 3분동안 아이를 낯선 사람과 함께 남겨두고 떠난 후에 돌아온다. 양육자가 다시 아기를 떠날 때는 3분동안 아이를 홀로 남겨둔다. 이때 들어온 낮선 사람은 들어와서 아이를 편하게 해주도록 제공했다. 마침내 양육자는 돌아오고 아이를 데려가도록 지시를 받는다. 조금씩 삽화들이 아이의 스트레스를 늘려나가면서, 관찰자는 부모의 존재 및 부재 상황에서 행동 체계(behavioural system) 사이에서 아이의 움직임, 그리고 탐색(exploration)과 애착 행동(attachment behavior)의 상호교차를 볼 수 있다.
이들의 행동을 기반으로, 그녀의 원래 볼티모어 연구에서의 26명의 아동은 3가지 유형 중 하나로 분류되었다. 각 군은 다양한 양육자와의 애착관계를 보여주고, 다른 유형의 소통, 정서 조절, 인지한 위협에 대한 반응 방식을 포함한다.
낯선상황 실험에서 많은 발견이 있었음에도 비판 역시 있었다. 엄마에 대한 강조가 지나치면서도 전반적인 애착 유형을 측정하지 않았다는 것이다. 그녀의 실험은 미국 중산층 가족을 대상으로만 했다는 점에서 치우친 점이 있다고도 한다. 또한 실험이 인위적이고 생태적 유효성(ecological validity)이 없다고도 비판한다.

### 불안-회피 불안정 애착(A)
불안-회피 불안정 애착(A)(Anxious-Avoidant Insecure Attachment(A)) 유형 아동은 양육자를 피하거나 무시한다. 양육자가 떠나거나 돌아올 때 정서 반응이 거의 없다. 아이는 누가 있는지 상관 없이 탐색을 많이 하지 않는다. 누가 방에 있는지 상관 없이 혹은 방이 비어 있는 경우 정서적 범위(emotional range)가 많지 않다. 불안-회피 불안정 애착 유형 아동은 1970년대 초기 혼란을 보여줬다. 이들은 양육자가 돌아왔을 때 분리에 대한 불안감을 보이지 않았으며(A1 하위유형), 혹은 양육자를 무시하거나, 양육자와 함께 모이는 경향을 보이면서도 양육자를 무시하거나 양육자로부터 돌아서는 반응을 보인다(A2 하위유형). 그녀와 벨(Bell)이 쓴 1970년 연구에서, 이들은 회피성 유아가 겉으로 보이는 조용한 행동은 사실 고통을 가리려는 마스크라고 이론화했으며, 후에 가설은 회피성 유아의 심박수 연구를 통해 입증되었다.

### 안정 애착(B)
안정 애착(B)(Secure Attachment(B)) 아동은 양육자가 있을 때 자유롭게 탐색하고 '안전한 기반(safe base)'으로 엄마를 이용하여 탐색활동을 보인다. 양육자가 있을 때에는 낯선사람과 함께 하며, 양육자가 나가면 겉으로는 상기되어 보이지만 양육자가 돌아올 때엔 행복해 보인다. 미국에서 중산층 아기 약 70%는 이 연구에서 안정 애착을 보인다.

### 불안-저항 불안정 애착(C)
불안-회피/저항 애착(C)(Anxious-Ambivalent/Resistant Attachment(C)) 유형 아동은 분리 상황 이전에도 고통을 보이며 양육자가 돌아왔을 때에도 엄마에게 들러붙고 안정감을 찾기 어렵다. 엄마 부재에 대한 반응에서 분노 신호를 보내거나(C1 하위유형), 무기력한 수동성 신호를 보인다(C2 하위유형). 그녀의 연구 원본 내 샘플에서, 6명의 C유형 아동 모두 낯선상황절차 삽화 가운데에서 너무나도 큰 고통을 보여 관찰이 중단되어야 했다. 무기력한 배경 상황에서 아동 1%는 높은 수준의 수동성과 비활동성을 보였다.

### 부주의/혼란 애착(D)
네번째 유형은 그녀의 동료 메리 메인(Mary Main)이 추가했다. 1990년, 그녀는 새로운 유형인 'D'에 대한 축사를 출간물에 넣었지만, 유형 추가는 '하위유형이 구분된다는 점에서 마음이 열려 있다'고 봐야 한다고 주장했다. D 유형이 매우 포괄적이고 너무 많은 행동 유형을 포함할 수 있다고 걱정했기 때문이다. 분리(separation)와 재회(reunion)의 스트레스를 다루면서도 반응의 표준 경로(standard path)가 있는 그녀가 구분한 범주들의 유형과는 달리, D 유형은 대응기제(coping mechanism)에 대한 모습이 없는 것처럼 보인다. 사실 이 유형 아이들은 '강한 회피가 뒤따르는 강력한 접근 탐색(proximity seeking) 혹은 양육자와의 재회에서 뚜렷하게 멍하거나 혼란스러운 모습을 보이는 것 혹은 둘 다 보이는 것'과 같은 특징으 혼재되어 있다.
프로젝트 STEEP(Project STEEP)에서 부주의/혼란 애착(D)(Disorganized/Disoriented Attachment(D))은 A, B, C 유형 아동보다 타액에 분비되는 코르티솔(cortisol) 농도가 더 높다고 조사되었다. 이 연구 결과는 A, B, C 유형이 생리학적 스트레스 반응에 효과를 끼치는 요소가 되는 방식을 반영하는 스트레스 반응성 모델을 보여준다.

## 같이 보기
- 낯선 상황
- 애착
- 애착이론
- 해리 할로우